# Інвенція
Інвенція (лат. inventio знахідка, винахід) — невелика дво- або триголосна поліфонічна п'єса, що відзначається винахідливістю як з погляду мелодики, так і з погляду розвитку теми та побудови форми.
У інвенції зазвичай присутня якась особлива композиційно-технічна ідея, наприклад, в основу першої інвенції Йоганна Себастьяна Баха покладено 2 мотиви, які розробляються в імпровізаційно-імітаційної манері. Термін «інвенція» вперше зустрічається у збірнику багатоголосих шансонів К. Жанекена, опублікованому в 1555 році, в барокової Італії — в назвах збірок Ч. Негрі (1604), Б.Маріні (1629), Франческо Антоніо Бонпорті (1712) та інших. Відомі 15 двоголосних інвенцій (BWV 772—786) і 15 триголосних інвенцій (BWV 787—801; оригінальна назва «симфонії») Баха, які композитор розглядав як стилістичні і технічні вправи для просунутих у грі на клавірі.
У XX столітті у зв'язку із загальною тенденцією відродження поліфонічної техніки в жанрі інвенції (трактованому дуже вільно) писали Альбан Берг (3-я дію опери «Воццек»), Богуслав Мартіну (інвенція для оркестру), Родіон Костянтинович Щедрін («Поліфонічний зошит»), Андре Жоліве (12 інвенцій для духового і струнного квінтетів, труби і тромбона) та інші композитори.